# Asphondylia rosetta
Asphondylia rosetta är en tvåvingeart som beskrevs av Gagne 1990. Asphondylia rosetta ingår i släktet Asphondylia och familjen gallmyggor. Inga underarter finns listade i Catalogue of Life.